# Gornja Obreška
Gornja Obreška – wieś w Chorwacji, w żupanii zagrzebskiej, w gminie Kloštar Ivanić. W 2011 roku liczyła 119 mieszkańców.